# Schwarzerium
Schwarzerium è un genere di coleotteri appartenente alla famiglia Cerambycidae.

## Tassonomia
- Schwarzerium quadricolle (Bates, 1884)
- Schwarzerium semivelutinum (Schwarzer, 1925)
- Schwarzerium viridescens Hayashi, 1982
- Schwarzerium viridicyaneum (Hayashi, 1956)
- Schwarzerium yunnanum Vives & Lin, 2013[1]